# هانس یاروشویچ

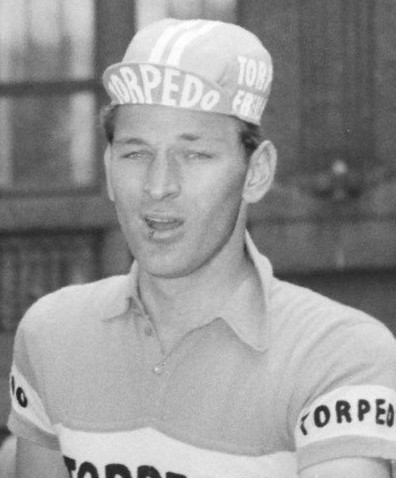
هانس یاروشویچ در سال ۱۹۶۰

هانس یاروشویچ (انگلیسی: Hans Jaroszewicz; ۴ ژانویهٔ ۱۹۳۵ – ۲۲ ژوئن ۲۰۰۳) دوچرخه‌سوار اهل آلمان بود.